# Ectopatria delographa
Ectopatria delographa är en fjärilsart som beskrevs av Turner 1920. Ectopatria delographa ingår i släktet Ectopatria och familjen nattflyn. Inga underarter finns listade i Catalogue of Life.